# Tirna hitrost
Tírna hitróst (ali vektor hitrosti v tirnici)  astronomskega telesa (planeta, naravnega ali umetnega satelita ali večkratnih zvezd) je hitrost (vektor hitrosti), s katero ta telesa krožijo okoli skupnega težišča. Običajno se za tirne hitrosti navajajo povprečne hitrosti ter trenutne hitrosti. 

## Poprečna tirna hitrost
Najenostavneje se poprečna hitrost telesa na tirnici, ki je skoraj krožna (majhna izsrednost), izračuna s pomočjo obrazca tako, da dolžino obsega krožnice delimo z obhodnim časom T:
{\displaystyle v_{o}\approx {2\pi R \over T}}
ali s pomočjo gravitacijskega zakona (izenačimo gravitacijsko in centripetalno silo)
{\displaystyle v_{o}\approx \ {\sqrt {m\kappa  \over R}}\,\!,}
kjer je: m masa telesa okoli katerega drugo telo kroži, κ gravitacijska konstanta, R polmer tirnice, T obhodni čas. Pri tem smo vzeli, da je masa telesa, ki kroži, zanemarljivo majhna v primerjavi z maso telesa v središču. 
Kadar pa hočemo upoštevati še maso krožečega telesa, hitrost izračunamo na naslednji način:
{\displaystyle v_{o}\approx {\sqrt {m_{2}^{2}\kappa  \over (m_{1}+m_{2})r}}\,\!,}
kjer je m1 masa krožečega telesa, m2 pa je masa večje telesa v središču.
Za telesa na tirnici, ki nima majhne izsrednosti, pa izračunamo tirno hitrost z
{\displaystyle v_{o}={\frac {2\pi a}{T}}\left[1-{\frac {e^{2}}{4}}-{\frac {3e^{4}}{64}}-\dots \right]\,\!,}
kjer je a velika polos in e izsrednost (ekscentričnost) tirnice.

## Trenutna hitrost
Trenutna hitrost je hitrost telesa pri gibanju po tirnici v določenem trenutku. Izračuna se z uporabo drugega Keplerjevega zakona.

## Ubežna hitrost
Telesa, ki imajo hitrost večjo od hitrosti, ki jo izračunamo po obrazcu za krožno tirnico, preidejo najprej v eliptično tirnico. Če se hitrost še veča in doseže velikost ubežne hitrosti, se telo po parabolični tirnici odtrga od osrednjega telesa in zapusti gravitacijsko polje. Kadar pa je tirna hitrost večja od ubežne hitrosti, se telo odtrga od centralnega telesa po hiperbolični tirnici.